# 陳重名
陳重名（Chan Chong Ming，1980年2月16日—），馬來西亞男子羽毛球運動員，專攻雙打。

## 經歷
陳重名曾參加2004年夏季奧林匹克運動會羽毛球比賽，當時的搭檔為鄒俊英。在首輪比賽中，他們擊敗希臘的希歐多羅斯·維爾柯斯與喬治·帕提斯，但在16強賽輸給中國的鄭波與桑洋而遭到淘汰。
在奧運會的挫敗之後，陳重名改與古健傑搭檔。2006年，他們在砂拉越州古晉贏得馬來西亞公開賽，變成馬來西亞男子雙打的新希望。然而，由於陳重名父親的逝世，他們疏於練習，因而在2006年的第15屆世界錦標賽中落敗。
在2006年的多哈亞運會即將開始前，陳重名仍無法擺脫傷痛，引起國家隊雙打教練雷克西·邁納基的注意。於是將他們拆伙，古健傑改與陳文宏搭配。當古／陳的新組合贏得冠軍後，陳重名與古健傑的合作關係也正式畫上句點。
陳重名的搭檔改為云天豪，他也就是陳文宏的舊搭檔。2006年終，陳／雲組合贏得吉隆坡公開賽。

### 2008年
陳重名再度與先前的老搭檔鄒俊英合作雙打。在馬來西亞羽毛球公開賽，他們止於四分之一決賽。在印尼羽毛球公開賽，他們於第2輪敗給排名較前的印尼組合。在中國羽毛球大師賽，他們在首輪輪空，但在第2輪就敗給同胞陳賓申與邱仲傑而出局。

## 主要比賽成績
只列出曾進入準決賽的國際賽事成績：
| 年份   | 賽事                 | 公開賽級別 | 項目     | 拍檔   | 成績   |
| ------ | -------------------- | ---------- | -------- | ------ | ------ |
| 2004年 | 亞洲羽毛球錦標賽     | 其他       | 男子雙打 | 邹俊英 | 季軍   |
| 2004年 | 法國羽毛球公開賽     |            | 男子雙打 | 邹俊英 | 準決賽 |
| 2004年 | 中華台北羽球公開賽   |            | 男子雙打 | 古健傑 | 冠軍   |
| 2006年 | 中華台北羽球公開賽   |            | 男子雙打 | 古健傑 | 準決賽 |
| 2007年 | 紐西蘭羽毛球大獎賽   | 大獎賽     | 男子雙打 | 云天豪 | 冠軍   |
| 2008年 | 印度羽毛球黃金大獎賽 | 黃金大獎賽 | 男子雙打 | 邹俊英 | 亞軍   |
| 2008年 | 澳門羽毛球黃金大獎賽 | 黃金大獎賽 | 男子雙打 | 邹俊英 | 準決賽 |

| 2007-2017年 | 首要超級賽 | 超級賽 | 黃金大獎賽 | 大獎賽 | 國際挑戰賽 | 國際系列賽 | 未來系列賽 | 其他 |

### 奧運會和世錦賽參賽紀錄
|          | 搭檔   | 2004 | 2005 | 2006  | 2007 | 2008 | 2009 |
| -------- | ------ | ---- | ---- | ----- | ---- | ---- | ---- |
| 男子雙打 | 邹俊英 | 16強 | －   | －    | －   | －   | 64強 |
| 男子雙打 | 古健傑 | －   | 季軍 | 32強1 | －   | －   | －   |

1賽前退賽